# Classe Connecticut
La classe Connecticut est une classe de six cuirassés pré-Dreadnought de la Marine américaine dont la construction a été autorisée sur trois exercices budgétaires (1902-1904). Les trois derniers ont été réalisés après la construction des deux unités de la classe Mississippi, dernière classe de cuirassés pré-Dreadnought des États-Unis à être mise en chantier. Le dernier navire de cette classe, le New Hampshire, fut le dernier pré-Dreadnought américain lancé pour la Marine américaine.

## Genèse

### Contexte historique
La fin du XIXe siècle est marquée par de nombreux conflits provoqués par l'expansionnisme américain. Les intérêts du pays pour l'outre-mer se confirment, particulièrement dans l'océan Pacifique et en Amérique latine ; c'est ainsi que les îles Samoa puis les îles Hawaï passent sous contrôle américain. Après la guerre hispano-américaine, durant laquelle la Navy affronte la Marine espagnole avec succès, de nombreux territoires reviennent aux États-Unis après la signature du traité de Paris en 1898 : Cuba, les Philippines, Porto Rico et Guam sont autant de nouvelles possessions qui vont nécessiter une présence maritime accrue. Cette situation va pousser la Marine américaine à lancer un vaste programme de construction afin de pouvoir assumer la protection de ces territoires américains.

### Conception

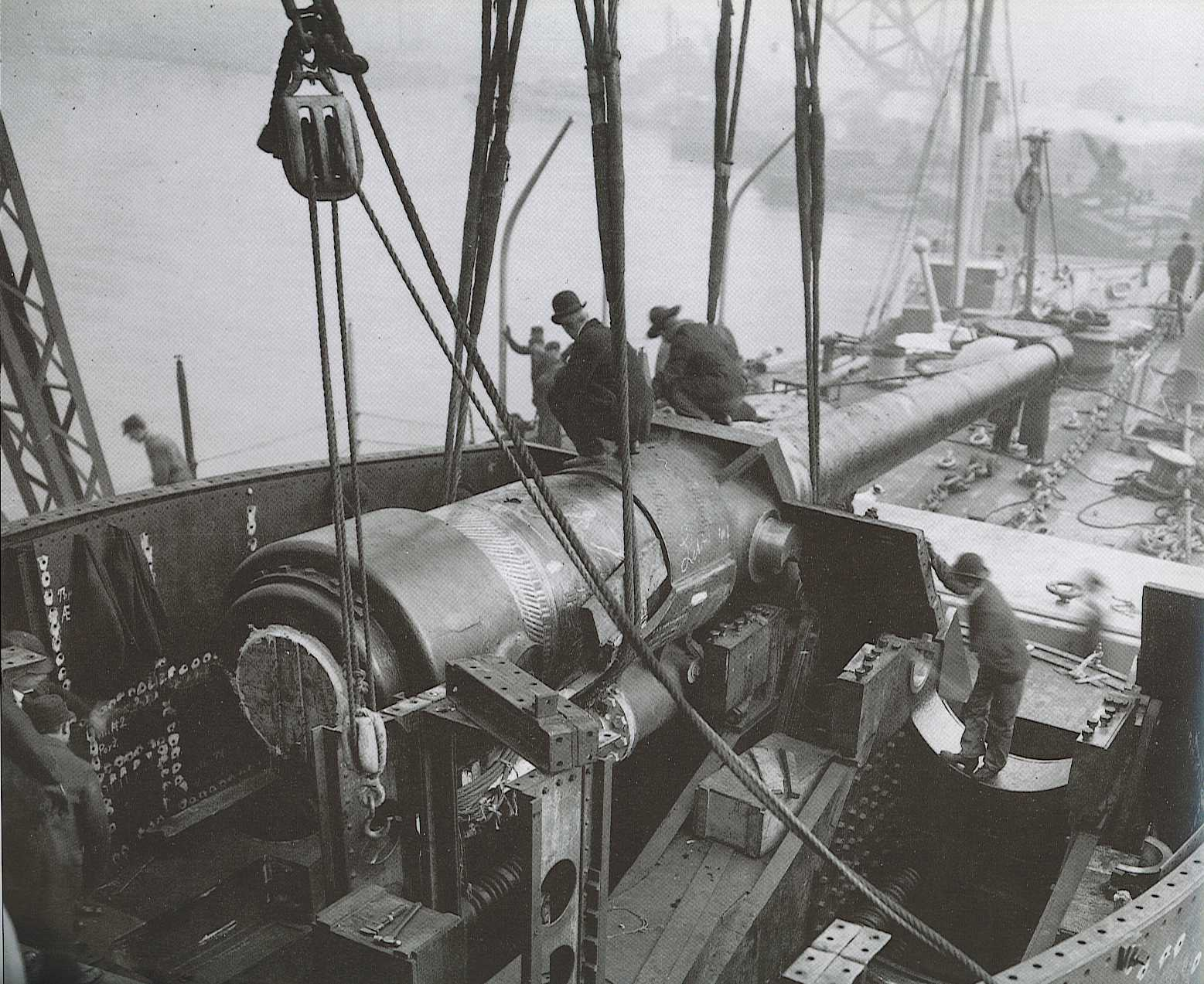
Un des canons de 305 mm est installé sur le Connecticut en 1906.

C'est dans ce contexte que le 6 mars 1901, le secrétaire à la Marine des États-Unis John Davis Long demande au Board on Construction de lancer une étude sur la conception d'un nouveau type de cuirassés ; ainsi, plusieurs bureaux proposent différents designs qui sont ensuite étudiés par le Board.
Le Board on Construction favorise un navire sur lequel les canons de 6 pouces (152 mm) et de 8 pouces (203 mm) sont remplacés par 24 canons de 7 pouces (178 mm) nouvellement conçus ; ce sont les canons les plus puissants qui puissent être manipulés par un seul homme. En plus de ceux-ci, il est prévu que le cuirassé embarque 24 canons de 3 pouces (76 mm) anti-torpilleurs. Le blindage principal doit être plus léger car réparti uniformément sur la longueur du navire. La proposition préférée par le Board aurait ainsi un déplacement de 15 810 t
Le Bureau of Construction and Repair, cependant, propose un concept dérivé de la classe Virginia emportant 16 canons de 8 pouces (203 mm), douze sous forme de tourelles et quatre en casemates ; ces derniers sont finalement abandonnés, donnant un navire emportant douze canons de 8 pouces, douze de 6 pouces et huit de 3 pouces sur un navire de 16 115 t. Ce concept est finalement rejeté car la réduction du nombre de canons anti-torpilleurs est trop drastique.
Bien que l'une des deux propositions ait été rejetée, le débat continue. En novembre, le Board décide de nouveaux plans : huit canons de 8 pouces montés en tourelles et douze canons de 7 pouces. Cette disposition est choisie car un obus de 8 pouces peut pénétrer le blindage moyen d'un cuirassé, et celui de 7 pouces est capable d'un tir rapide. Ce nouveau concept possède aussi un blindage plus lourd et plus épais que le précédent. Deux navires basés sur ces plans sont autorisés le 1er juillet 1902, le Connecticut et le Louisiana ; trois de plus le sont le 2 mars 1903 : les Vermont, Kansas, et Minnesota. La construction du New Hampshire est quant à elle autorisée le 27 avril 1904,.

## Caractéristiques

Silhouette du navire en 1903.

Les navires de la classe Connecticut sont reconnus comme tenant mieux la mer que la plupart de leurs prédécesseurs, étant bien équilibrée. Leur point faible réside dans l'inclusion à la fois de canons de 203 mm et de 178 mm : l'impact de leurs obus et les gerbes provoquées dans l'eau étant sensiblement de la même taille du fait de la similarité des calibres, il devient difficile de régler les tirs correctement.
C'est ainsi que ces cuirassés de deux tourelles doubles de canons de 305 mm/45 calibres, de quatre tourelles doubles de canons de 203 mm/45 calibres, de 12 canons de 178 mm/44 calibres pour ce qui est des plus gros calibres, les deux premières étant mues électriquement. L'armement de plus petit calibre est lui aussi hétéroclite, avec 20 canons de 76 mm/50 calibres, 12 canons Hotchkiss de 47 mm et 4 canons de 37 mm. Enfin, le navire est équipé de 4 tubes lance-torpilles de 533 mm. Le blindage quant à lui est fabriqué selon un nouveau procédé inventé par Krupp. La ceinture principale est haute de 2,82 m (1,3 m au-dessus de la ligne de flottaison, 1,52 m en dessous) ; longue de 58,5 m, elle est épaisse de 270 mm en haut et de 229 m sous l'eau. Le blindage du pont est épais de 28 à 76 mm, alors que le château est flanqué de 229 mm de blindage.
Déplaçant 16 257 t, le cuirassé est propulsé par deux hélices mues par des machines à vapeur à triple expansion alimentées par 12 chaudières Babcock & Wilcox développant 16 500 chevaux ; lors des essais en mer, le Connecticut atteindra les 18,78 nœuds (34,78 km/h). Il peut embarquer jusqu'à 2 249 tonnes de charbon dans ses soutes, lui procurant une autonomie de 6 620 milles marins (12 300 km) à une vitesse 10 nœuds (19 km/h). De 827 à 896 hommes d'équipage, officiers et matelots du rang, embarquent à son bord selon les périodes.

## Les unités de la classe
| Nom                       | Chantier                            | Quille          | Lancement         | Mise en service   | Photo | Destin                                                                      |
| ------------------------- | ----------------------------------- | --------------- | ----------------- | ----------------- | ----- | --------------------------------------------------------------------------- |
| USS Connecticut (BB-18)   | New York Navy Yard                  | 10 mars 1903    | 29 septembre 1904 | 29 septembre 1906 |       | Rayés des listes en novembre 1923 à la suite du traité naval de Washington. |
| USS Louisiana (BB-19)     | Newport News Shipbuilding           | 7 février 1903  | 27 août 1904      | 2 juin 1906       |       | Rayés des listes en novembre 1923 à la suite du traité naval de Washington. |
| USS Vermont (BB-20)       | Chantier naval Fore River de Quincy | 21 mai 1904     | 31 août 1905      | 4 mars 1907       |       | Rayés des listes en novembre 1923 à la suite du traité naval de Washington. |
| USS Kansas (BB-21)        | New York Shipbuilding Corporation   | 10 février 1904 | 12 août 1905      | 18 avril 1907     |       | Rayés des listes en novembre 1923 à la suite du traité naval de Washington. |
| USS Minnesota (BB-22)     | Newport News Shipbuilding           | 27 octobre 1903 | 8 avril 1905      | 9 mars 1907       |       | Rayés des listes en novembre 1923 à la suite du traité naval de Washington. |
| USS New Hampshire (BB-25) | New York Shipbuilding Corporation   | 1er mai 1905    | 30 juin 1906      | 19 mars 1908      |       | Rayés des listes en novembre 1923 à la suite du traité naval de Washington. |

## Histoire
Les navires de cette classe, à l'exception du New Hampshire ont participé à la Grande flotte blanche (en anglais Great White Fleet), surnom populaire donné à la flotte de guerre américaine qui réalisa une circumnavigation du 16 décembre 1907 au 22 février 1909 sur l'ordre du Président des États-Unis Theodore Roosevelt, qui souhaitait faire une démonstration de la puissance militaire grandissante des États-Unis et de ses capacités en haute mer. Deux d'entre eux, le Connecticut et le Minnesota servirent tour à tour de navire amiral.
Après cette longue croisière d'apparat, les navires subirent une légère refonte, perdant leurs ouvrages d'agréments mais aussi une diminution des ponts pour réduire leur profil au tir ennemi. En dépit d'être dépassés à l'encontre des nouveaux cuirassés  de type Dreadnought, ils ont été maintenus en service durant la Première Guerre mondiale et ont servi jusqu'à leur mise au rebut après le traité naval de Washington, en 1922.